# Estação Caieiras
A Estação Caieiras é uma estação ferroviária, pertencente à Linha 7–Rubi da CPTM, localizada no município de Caieiras.
A estação de Caieiras contém peças da Fundição MC Farlane, Glasgow, peças originais como por exemplo:
Poste de luz, bebedouro e estruturas. 

## História
A estação foi inaugurada pela SPR em 1 de julho de 1883. Atualmente a estação Caieiras é administrada pela CPTM. Após passar por várias administrações, públicas e privadas, ainda mantém o mesmo prédio de sua inauguração no fim do século XIX.
Atualmente, a estação está tombada pelo CONDEPHAAT.

## Tabelas
| Sigla | Estação  | Inauguração        | Integração               | Plataformas | Posição    | Notas                       |
| ----- | -------- | ------------------ | ------------------------ | ----------- | ---------- | --------------------------- |
| CAI   | Caieiras | 1 de julho de 1883 | Bilhete Único da SPTrans | Laterais    | Superfície | Estação construída pela SPR |